# Temporada 2016 del Campeonato Mundial de Resistencia de la FIA
La Temporada 2016 del Campeonato Mundial de Resistencia de la FIA es la quinta edición del Campeonato Mundial de Resistencia de la FIA y sería coorganizado por la Federación Internacional del Automóvil (FIA) y Automobile Club de l'Ouest (ACO). La temporada contiene 9 carreras, dentro de las cuales están las 24 Horas de Le Mans, y empieza el 17 de abril con las 6 Horas de Silverstone terminando el 19 de noviembre con las 6 Horas de Baréin.

## Calendario
El calendario para la Temporada 2016 del Campeonato Mundial de Resistencia de la FIA es el siguiente:
| Ronda | Carrera                              | Circuito                           | Ubicación                | Fecha            |
| ----- | ------------------------------------ | ---------------------------------- | ------------------------ | ---------------- |
| 1     | 6 Horas de Silverstone               | Circuito de Silverstone            | Silverstone, Reino Unido | 17 de abril      |
| 2     | 6 Horas de Spa-Francorchamps         | Circuito de Spa-Francorchamps      | Spa, Bélgica             | 7 de mayo        |
| 3     | 24 Horas de Le Mans                  | Circuito de la Sarthe              | Le Mans, Francia         | 18 y 19 de junio |
| 4     | 6 Horas de Nürburgring               | Nürburgring                        | Nürburg, Alemania        | 24 de julio      |
| 5     | 6 Horas de México                    | Autódromo Hermanos Rodríguez       | Ciudad de México, México | 3 de septiembre  |
| 6     | 6 Horas del Circuito de las Américas | Circuito de las Américas           | Austin, Estados Unidos   | 17 de septiembre |
| 7     | 6 Horas de Fuji                      | Fuji Speedway                      | Shizuoka, Japón          | 16 de octubre    |
| 8     | 6 Horas de Shanghái                  | Circuito Internacional de Shanghái | Shanghái, China          | 6 de noviembre   |
| 9     | 6 Horas de Baréin                    | Circuito Internacional de Baréin   | Sakhir, Baréin           | 19 de noviembre  |

## Escuderías y pilotos
Participan 32 autos en 4 categorías distintas: Le Mans Prototype 1 (LMP1), Le Mans Prototype 2 (LMP2), Le Mans Grand Touring Endurance Professional (LMGTE Pro) y Le Mans Grand Touring Endurance Amateur (LMGTE Am).
     Inscripción para toda la temporada, elegible para cualquier campeonato.
     Tercer automóvil. Elegible para puntuar solamente en el campeonato de equipos.
| Escudería                 | Automóvil                 | Neu. | N.º  | Pilotos              | Pilotos                  | Pilotos               | Rondas   |
| LMP1                      | LMP1                      | LMP1 | LMP1 | LMP1                 | LMP1                     | LMP1                  | LMP1     |
| ------------------------- | ------------------------- | ---- | ---- | -------------------- | ------------------------ | --------------------- | -------- |
| Porsche Team              | Porsche 919 Hybrid        | M    | 1    | Timo Bernhard        | Mark Webber              | Brendon Hartley       | Todas    |
| Porsche Team              | Porsche 919 Hybrid        | M    | 2    | Romain Dumas         | Neel Jani                | Marc Lieb             | Todas    |
| ByKolles Racing           | CLM P1/01-AER             | D    | 4    | Simon Trummer        | Oliver Webb              | James Rossiter        | 1-2      |
| ByKolles Racing           | CLM P1/01-AER             | D    | 4    | Simon Trummer        | Oliver Webb              | Pierre Kaffer         | 3-5, 7-9 |
| ByKolles Racing           | CLM P1/01-AER             | D    | 4    | Simon Trummer        | Oliver Webb              | 6                     |          |
| Toyota Gazoo Racing       | Toyota TS050 Hybrid       | M    | 5    | Sébastien Buemi      | Kazuki Nakajima          | Anthony Davidson      | 1-4, 6-9 |
| Toyota Gazoo Racing       | Toyota TS050 Hybrid       | M    | 5    | Sébastien Buemi      | Kazuki Nakajima          | 5                     |          |
| Toyota Gazoo Racing       | Toyota TS050 Hybrid       | M    | 6    | Stéphane Sarrazin    | Mike Conway              | Kamui Kobayashi       | Todas    |
| Audi Sport Team Joest     | Audi R18 e-tron quattro   | M    | 7    | Marcel Fässler       | André Lotterer           | Benoît Tréluyer       | 1-3, 5-9 |
| Audi Sport Team Joest     | Audi R18 e-tron quattro   | M    | 7    | Marcel Fässler       | André Lotterer           | 4                     |          |
| Audi Sport Team Joest     | Audi R18 e-tron quattro   | M    | 8    | Lucas Di Grassi      | Loïc Duval               | Oliver Jarvis         | Todas    |
| Rebellion Racing          | Rebellion R-One-AER       | D    | 12   | Nicolas Prost        | Nick Heidfeld            | Nelson Piquet, Jr.    | 1-3      |
| Rebellion Racing          | Rebellion R-One-AER       | D    | 12   | Nicolas Prost        | Nick Heidfeld            | Mathias Beche         | 4        |
| Rebellion Racing          | Rebellion R-One-AER       | D    | 13   | Alexandre Imperatori | Dominik Kraihamer        | Mathéo Tuscher        | Todas    |
| LMP2                      |                           |      |      |                      |                          |                       |          |
| G-Drive Racing            | Oreca 05-Nissan           | D    | 26   | Roman Rusinov        | René Rast                | Nathanaël Berthon     | 1-2      |
| G-Drive Racing            | Oreca 05-Nissan           | D    | 26   | Roman Rusinov        | René Rast                | Will Stevens          | 3        |
| G-Drive Racing            | Oreca 05-Nissan           | D    | 26   | Roman Rusinov        | René Rast                | Alex Brundle          | 4-5, 8   |
| G-Drive Racing            | Oreca 05-Nissan           | D    | 26   | Roman Rusinov        | Will Stevens             | Alex Brundle          | 6-7      |
| G-Drive Racing            | Gibson 015S-Nissan        | D    | 38   | Simon Dolan          | Jake Dennis              | Giedo van der Garde   | 2-3      |
| SMP Racing                | BR01-Nissan               | D    | 27   | Nicolas Minassian    | Maurizio Mediani         | David Markozov        | 2        |
| SMP Racing                | BR01-Nissan               | D    | 27   | Nicolas Minassian    | Maurizio Mediani         | Mikhail Aleshin       | 3, 7-9   |
| SMP Racing                | BR01-Nissan               | D    | 37   | Vitaly Petrov        | Viktor Shaitar           | Kirill Ladygin        | Todas    |
| Extreme Speed Motorsports | Ligier JS P2-Nissan       | D    | 30   | Scott Sharp          | Ed Brown                 | Johannes van Overbeek | 1-6      |
| Extreme Speed Motorsports | Ligier JS P2-Nissan       | D    | 30   | Sean Gelael          | Antonio Giovinazzi       | Giedo van der Garde   | 7        |
| Extreme Speed Motorsports | Ligier JS P2-Nissan       | D    | 30   | Sean Gelael          | Antonio Giovinazzi       | Tom Blomqvist         | 8        |
| Extreme Speed Motorsports | Ligier JS P2-Nissan       | D    | 30   | Sean Gelael          | Tom Dillmann             | Giedo van der Garde   | 9        |
| Extreme Speed Motorsports | Ligier JS P2-Nissan       | D    | 31   | Ryan Dalziel         | Pipo Derani              | Chris Cumming         | Todas    |
| Baxi DC Racing Alpine     | Alpine A460-Nissan        | D    | 35   | David Cheng          | Ho-Pin Tung              | Nelson Panciatici     | 1-6      |
| Baxi DC Racing Alpine     | Alpine A460-Nissan        | D    | 35   | David Cheng          | Ho-Pin Tung              | Paul-Loup Chatin      | 7-9      |
| Signatech Alpine          | Alpine A460-Nissan        | D    | 36   | Nicolas Lapierre     | Gustavo Menezes          | Stéphane Richelmi     | Todas    |
| Strakka Racing            | Gibson 015S-Nissan        | D    | 42   | Jonny Kane           | Nick Leventis            | Danny Watts           | 1-3      |
| Strakka Racing            | Gibson 015S-Nissan        | D    | 42   | Jonny Kane           | Nick Leventis            | Lewis Williamson      | 4-6      |
| Strakka Racing            | Gibson 015S-Nissan        | D    | 42   | Jonny Kane           | Lewis Williamson         |                       | 7        |
| RGR Sport by Morand       | Morgan LMP2-Nissan        | D    | 43   | Ricardo González     | Bruno Senna              | Filipe Albuquerque    | Todas    |
| Manor                     | Oreca 05-Nissan           | D    | 44   | Tor Graves           | Will Stevens             | James Jakes           | 1-2      |
| Manor                     | Oreca 05-Nissan           | D    | 44   | Tor Graves           | Matt Rao                 | Roberto Merhi         | 3        |
| Manor                     | Oreca 05-Nissan           | D    | 44   | Tor Graves           | Antônio Pizzonia         | Matthew Howson        | 4        |
| Manor                     | Oreca 05-Nissan           | D    | 44   | Matt Rao             | Richard Bradley          | Alfonso Díaz Guerra   | 5        |
| Manor                     | Oreca 05-Nissan           | D    | 44   | Matt Rao             | Richard Bradley          | Roberto Merhi         | 6-7      |
| Manor                     | Oreca 05-Nissan           | D    | 44   | Matt Rao             | Richard Bradley          | Alex Lynn             | 8-9      |
| Manor                     | Oreca 05-Nissan           | D    | 45   | Matt Rao             | Richard Bradley          | Roberto Merhi         | 1-2, 4   |
| Manor                     | Oreca 05-Nissan           | D    | 45   | Tor Graves           | Alex Lynn                | Shinji Nakano         | 7        |
| Manor                     | Oreca 05-Nissan           | D    | 45   | Tor Graves           | Roberto González         | Mathias Beche         | 8        |
| Manor                     | Oreca 05-Nissan           | D    | 45   | Julien Canal         | Roberto González         | Roberto Merhi         | 9        |
| LMGTE Pro                 |                           |      |      |                      |                          |                       |          |
| AF Corse                  | Ferrari 488 GTE           | M    | 51   | Gianmaria Bruni      | James Calado             |                       | 1-2, 4-9 |
| AF Corse                  | Ferrari 488 GTE           | M    | 51   | Gianmaria Bruni      | James Calado             | Alessandro Pier Guidi | 3        |
| AF Corse                  | Ferrari 488 GTE           | M    | 71   | Sam Bird             | Davide Rigon             |                       | 1-2, 4-9 |
| AF Corse                  | Ferrari 488 GTE           | M    | 71   | Sam Bird             | Davide Rigon             | Andrea Bertolini      | 3        |
| Ford Chip Ganassi Racing  | Ford GT                   | M    | 66   | Stefan Mücke         | Olivier Pla              | Billy Johnson         | 1-3      |
| Ford Chip Ganassi Racing  | Ford GT                   | M    | 66   | Stefan Mücke         | Olivier Pla              | 4-9                   |          |
| Ford Chip Ganassi Racing  | Ford GT                   | M    | 67   | Andy Priaulx         | Harry Tincknell          | Marino Franchitti     | 1-6      |
| Ford Chip Ganassi Racing  | Ford GT                   | M    | 67   | Andy Priaulx         | Harry Tincknell          | 7-9                   |          |
| Dempsey-Proton Racing     | Porsche 911 RSR (2016)    | M    | 77   | Michael Christensen  | Richard Lietz            |                       | 1-2, 4-9 |
| Dempsey-Proton Racing     | Porsche 911 RSR (2016)    | M    | 77   | Michael Christensen  | Richard Lietz            | Philipp Eng           | 3        |
| Aston Martin Racing       | Aston Martin Vantage      | D    | 95   | Nicki Thiim          | Marco Sørensen           | Darren Turner         | 1-3      |
| Aston Martin Racing       | Aston Martin Vantage      | D    | 95   | Nicki Thiim          | Marco Sørensen           | 4-9                   |          |
| Aston Martin Racing       | Aston Martin Vantage      | D    | 97   | Richie Stanaway      | Fernando Rees            |                       | 1        |
| Aston Martin Racing       | Aston Martin Vantage      | D    | 97   | Richie Stanaway      | Fernando Rees            | Jonathan Adam         | 2-3      |
| Aston Martin Racing       | Aston Martin Vantage      | D    | 97   | Richie Stanaway      | Darren Turner            |                       | 4-5, 7-8 |
| Aston Martin Racing       | Aston Martin Vantage      | D    | 97   | Fernando Rees        | Darren Turner            |                       | 6        |
| Aston Martin Racing       | Aston Martin Vantage      | D    | 97   | Jonathan Adam        | Darren Turner            |                       | 9        |
| LMGTE Am                  |                           |      |      |                      |                          |                       |          |
| Larbre Compétition        | Chevrolet Corvette C7-Z06 | M    | 50   | Pierre Ragues        | Yutaka Yamagishi         | Paolo Ruberti         | 1-2, 4   |
| Larbre Compétition        | Chevrolet Corvette C7-Z06 | M    | 50   | Pierre Ragues        | Yutaka Yamagishi         | Jean-Philippe Belloc  | 3        |
| Larbre Compétition        | Chevrolet Corvette C7-Z06 | M    | 50   | Pierre Ragues        | Yutaka Yamagishi         | Ricky Taylor          | 5        |
| Larbre Compétition        | Chevrolet Corvette C7-Z06 | M    | 50   | Pierre Ragues        | Lars Viljoen             | Ricky Taylor          | 6        |
| Larbre Compétition        | Chevrolet Corvette C7-Z06 | M    | 50   | Pierre Ragues        | Yutaka Yamagishi         | Ricky Taylor          | 7        |
| Larbre Compétition        | Chevrolet Corvette C7-Z06 | M    | 50   | Pierre Ragues        | Romain Brandela          | Ricky Taylor          | 8-9      |
| AF Corse                  | Ferrari 458 Italia        | M    | 55   | Duncan Cameron       | Matt Griffin             | Aaron Scott           | 3        |
| AF Corse                  | Ferrari 458 Italia        | M    | 83   | François Perrodo     | Emmanuel Collard         | Rui Águas             | Todas    |
| KCMG                      | Porsche 911 RSR           | M    | 78   | Christian Ried       | Wolf Henzler             | Joël Camathias        | Todas    |
| Gulf Racing UK            | Porsche 911 RSR           | M    | 86   | Michael Wainwright   | Adam Carroll             | Ben Barker            | Todas    |
| Abu Dhabi-Proton Racing   | Porsche 911 RSR           | M    | 88   | Khaled Al Qubaisi    | David Heinemeier Hansson | Klaus Bachler         | 1        |
| Abu Dhabi-Proton Racing   | Porsche 911 RSR           | M    | 88   | Khaled Al Qubaisi    | David Heinemeier Hansson | Patrick Long          | 2-5, 7-9 |
| Abu Dhabi-Proton Racing   | Porsche 911 RSR           | M    | 88   | Khaled Al Qubaisi    | David Heinemeier Hansson | Kévin Estre           | 6        |
| Aston Martin Racing       | Aston Martin V8 Vantage   | D M  | 98   | Paul Dalla Lana      | Pedro Lamy               | Mathias Lauda         | Todas    |
| Aston Martin Racing       | Aston Martin V8 Vantage   | D M  | 99   | Andrew Howard        | Liam Griffin             | Gary Hirsch           | 3        |

## Resultados y estadísticas

### Resultados
| Rnd. | Circuito          | Ganadores LMP1                                | Ganadores LMP2                                     | Ganadores LMGTE Pro                    | Ganadores LMGTE Am                                      |
| ---- | ----------------- | --------------------------------------------- | -------------------------------------------------- | -------------------------------------- | ------------------------------------------------------- |
| 1    | Silverstone       | N.º 2 Porsche Team                            | N.º 43 RGR Sport by Morand                         | N.º 71 AF Corse                        | N.º 83 AF Corse                                         |
| 1    | Silverstone       | Marc Lieb Neel Jani Romain Dumas              | Filipe Albuquerque Bruno Senna Ricardo González    | Davide Rigon Sam Bird                  | François Perrodo Emmanuel Collard Rui Águas             |
| 2    | Spa-Francorchamps | N.º 8 Audi Sport Team Joest                   | N.º 36 Signatech Alpine                            | N.º 71 AF Corse                        | N.º 98 Aston Martin Racing                              |
| 2    | Spa-Francorchamps | Oliver Jarvis Lucas di Grassi Loïc Duval      | Gustavo Menezes Nicolas Lapierre Stéphane Richelmi | Davide Rigon Sam Bird                  | Paul Dalla Lana Pedro Lamy Mathias Lauda                |
| 3    | Le Mans           | N.º 2 Porsche Team                            | N.º 36 Signatech Alpine                            | N.º 66 Ford Chip Ganassi Team UK       | N.º 83 AF Corse                                         |
| 3    | Le Mans           | Marc Lieb Neel Jani Romain Dumas              | Gustavo Menezes Nicolas Lapierre Stéphane Richelmi | Olivier Pla Stefan Mücke Billy Johnson | François Perrodo Emmanuel Collard Rui Águas             |
| 4    | Nürburgring       | N.º 1 Porsche Team                            | N.º 36 Signatech Alpine                            | N.º 51 AF Corse                        | N.º 98 Aston Martin Racing                              |
| 4    | Nürburgring       | Mark Webber Brendon Hartley Timo Bernhard     | Gustavo Menezes Nicolas Lapierre Stéphane Richelmi | Gianmaria Bruni James Calado           | Paul Dalla Lana Pedro Lamy Mathias Lauda                |
| 5    | Ciudad de México  | N.º 1 Porsche Team                            | N.º 43 RGR Sport by Morand                         | N.º 97 Aston Martin Racing             | N.º 88 Abu Dhabi-Proton Racing                          |
| 5    | Ciudad de México  | Mark Webber Brendon Hartley Timo Bernhard     | Filipe Albuquerque Bruno Senna Ricardo González    | Darren Turner Richie Stanaway          | Khaled Al Qubaisi Patrick Long David Heinemeier Hansson |
| 6    | Austin            | N.º 1 Porsche Team                            | N.º 36 Signatech Alpine                            | N.º 95 Aston Martin Racing             | N.º 98 Aston Martin Racing                              |
| 6    | Austin            | Mark Webber Brendon Hartley Timo Bernhard     | Gustavo Menezes Nicolas Lapierre Stéphane Richelmi | Nicki Thiim Marco Sørensen             | Paul Dalla Lana Pedro Lamy Mathias Lauda                |
| 7    | Fuji              | N.º 6 Toyota Gazoo Racing                     | N.º 26 G-Drive Racing                              | N.º 67 Ford Chip Ganassi Team UK       | N.º 98 Aston Martin Racing                              |
| 7    | Fuji              | Stéphane Sarrazin Mike Conway Kamui Kobayashi | Roman Rusinov Alex Brundle Will Stevens            | Andy Priaulx Harry Tincknell           | Paul Dalla Lana Pedro Lamy Mathias Lauda                |
| 8    | Shanghái          | N.º 1 Porsche Team                            | N.º 26 G-Drive Racing                              | N.º 67 Ford Chip Ganassi Team UK       | N.º 98 Aston Martin Racing                              |
| 8    | Shanghái          | Mark Webber Brendon Hartley Timo Bernhard     | Roman Rusinov Alex Brundle Will Stevens            | Andy Priaulx Harry Tincknell           | Paul Dalla Lana Pedro Lamy Mathias Lauda                |
| 9    | Bahrain           | N.º 8 Audi Sport Team Joest                   | N.º 26 G-Drive Racing                              | N.º 95 Aston Martin Racing             | N.º 88 Abu Dhabi-Proton Racing                          |
| 9    | Bahrain           | Oliver Jarvis Lucas di Grassi Loïc Duval      | Roman Rusinov Alex Brundle René Rast               | Nicki Thiim Marco Sørensen             | Khaled Al Qubaisi Patrick Long David Heinemeier Hansson |

### Campeonatos de pilotos
Cinco títulos se otorgan a los pilotos en la temporada de 2016. El Campeonato Mundial está reservado para los conductores de LMP1 y LMP2, mientras que la Copa del Mundo de Pilotos GT está disponible para los conductores en las categorías LMGTE. Además, tres Trofeos FIA de Resistencia también se otorgaron a los conductores en las categorías LMP2 y LMGTE Am, así como para pilotos de equipos privados en la categoría LMP1.

#### Campeonato Mundial de Resistencia de pilotos
| Pos. | Piloto               | Equipo                    | SIL | SPA | LMS | NÜR | MEX | COA | FUJ | SHA | BHR | Puntos totales |
| ---- | -------------------- | ------------------------- | --- | --- | --- | --- | --- | --- | --- | --- | --- | -------------- |
| 1    | Marc Lieb            | Porsche Team              | 1   | 2   | 1   | 4   | 4   | 4   | 5   | 4   | 6   | 160            |
| 1    | Neel Jani            | Porsche Team              | 1   | 2   | 1   | 4   | 4   | 4   | 5   | 4   | 6   | 160            |
| 1    | Romain Dumas         | Porsche Team              | 1   | 2   | 1   | 4   | 4   | 4   | 5   | 4   | 6   | 160            |
| 2    | Oliver Jarvis        | Audi Sport Team Joest     | Ret | 1   | 3   | 2   | 15  | 2   | 2   | 5   | 1   | 147.5          |
| 2    | Lucas di Grassi      | Audi Sport Team Joest     | Ret | 1   | 3   | 2   | 15  | 2   | 2   | 5   | 1   | 147.5          |
| 2    | Loïc Duval           | Audi Sport Team Joest     | Ret | 1   | 3   | 2   | 15  | 2   | 2   | 5   | 1   | 147.5          |
| 3    | Mike Conway          | Toyota Gazoo Racing       | 2   | Ret | 2   | 6   | 3   | 3   | 1   | 2   | 5   | 145            |
| 3    | Stéphane Sarrazin    | Toyota Gazoo Racing       | 2   | Ret | 2   | 6   | 3   | 3   | 1   | 2   | 5   | 145            |
| 3    | Kamui Kobayashi      | Toyota Gazoo Racing       | 2   | Ret | 2   | 6   | 3   | 3   | 1   | 2   | 5   | 145            |
| 4    | Mark Webber          | Porsche Team              | Ret | 16  | 10  | 1   | 1   | 1   | 3   | 1   | 3   | 134.5          |
| 4    | Brendon Hartley      | Porsche Team              | Ret | 16  | 10  | 1   | 1   | 1   | 3   | 1   | 3   | 134.5          |
| 4    | Timo Bernhard        | Porsche Team              | Ret | 16  | 10  | 1   | 1   | 1   | 3   | 1   | 3   | 134.5          |
| 5    | André Lotterer       | Audi Sport Team Joest     | EX  | 5   | 4   | 3   | 2   | 6   | Ret | 6   | 2   | 104            |
| 5    | Marcel Fässler       | Audi Sport Team Joest     | EX  | 5   | 4   | 3   | 2   | 6   | Ret | 6   | 2   | 104            |
| 6    | Benoît Tréluyer      | Audi Sport Team Joest     | EX  | 5   | 4   |     | WD  | 6   | Ret | 6   | 2   | 70             |
| 7    | Dominik Kraihamer    | Rebellion Racing          | 3   | 3   | Ret | 7   | 5   | 7   | 6   | 17  | 7   | 66.5           |
| 7    | Alexandre Imperatori | Rebellion Racing          | 3   | 3   | Ret | 7   | 5   | 7   | 6   | 17  | 7   | 66.5           |
| 7    | Mathéo Tuscher       | Rebellion Racing          | 3   | 3   | Ret | 7   | 5   | 7   | 6   | 17  | 7   | 66.5           |
| 8    | Sébastien Buemi      | Toyota Gazoo Racing       | 16  | 17  | NC  | 5   | Ret | 5   | 4   | 3   | 4   | 60             |
| 8    | Kazuki Nakajima      | Toyota Gazoo Racing       | 16  | 17  | NC  | 5   | Ret | 5   | 4   | 3   | 4   | 60             |
| 8    | Anthony Davidson     | Toyota Gazoo Racing       | 16  | 17  | NC  | 5   |     | 5   | 4   | 3   | 4   | 60             |
| 9    | Gustavo Menezes      | Signatech Alpine          | 8   | 7   | 5   | 8   | 7   | 8   | 9   | 11  | 11  | 47             |
| 9    | Nicolas Lapierre     | Signatech Alpine          | 8   | 7   | 5   | 8   | 7   | 8   | 9   | 11  | 11  | 47             |
| 9    | Stéphane Richelmi    | Signatech Alpine          | 8   | 7   | 5   | 8   | 7   | 8   | 9   | 11  | 11  | 47             |
| 10   | Roman Rusinov        | G-Drive Racing            | 7   | 11  | 6   | Ret | 12  | 10  | 7   | 8   | 9   | 36             |
| 11   | Filipe Albuquerque   | RGR Sport by Morand       | 5   | 10  | 11  | 9   | 6   | 9   | 8   | 10  | 10  | 30             |
| 11   | Bruno Senna          | RGR Sport by Morand       | 5   | 10  | 11  | 9   | 6   | 9   | 8   | 10  | 10  | 30             |
| 11   | Ricardo González     | RGR Sport by Morand       | 5   | 10  | 11  | 9   | 6   | 9   | 8   | 10  | 10  | 30             |
| 12   | Will Stevens         | Manor                     | Ret | 14  |     |     |     |     |     |     |     | 26.5           |
| 12   | Will Stevens         | G-Drive Racing            |     |     | 6   |     |     |     | 7   | 8   |     | 26.5           |
| 13   | René Rast            | G-Drive Racing            | 7   | 11  | 6   | Ret | 12  | 10  |     |     | 9   | 26             |
| 14   | Nick Heidfeld        | Rebellion Racing          | 4   | 4   | 13  | 17  |     |     |     |     |     | 25.5           |
| 14   | Nicolas Prost        | Rebellion Racing          | 4   | 4   | 13  | 17  |     |     |     |     |     | 25.5           |
| 15   | Nelson Piquet, Jr.   | Rebellion Racing          | 4   | 4   | 13  |     |     |     |     |     |     | 25             |
| 16   | Pipo Derani          | Extreme Speed Motorsports | 6   | 8   | 14  | 10  | 8   | 13  | 11  | 12  | 12  | 20             |
| 16   | Ryan Dalziel         | Extreme Speed Motorsports | 6   | 8   | 14  | 10  | 8   | 13  | 11  | 12  | 12  | 20             |
| 16   | Chris Cumming        | Extreme Speed Motorsports | 6   | 8   | 14  | 10  | 8   | 13  | 11  | 12  | 12  | 20             |
| Pos. | Piloto               | Equipo                    | SIL | SPA | LMS | NÜR | MEX | COA | FUJ | SHA | BHR | Puntos totales |

| Color     | Resultado                                                               |
| --------- | ----------------------------------------------------------------------- |
| Oro       | Ganador                                                                 |
| Plata     | 2.ª plaza                                                               |
| Bronce    | 3.ª plaza                                                               |
| Verde     | Finalizó en los puntos                                                  |
| Azul      | Finalizó sin puntos                                                     |
| Azul      | NC - No clasificado                                                     |
| Violeta   | Ret - No terminó (Carrera)                                              |
| Rojo      | DNQ - No se clasificó                                                   |
| Negro     | DSQ - Descalificado                                                     |
| Blanco    | DNS - No empezó (carrera)                                               |
| Blanco    | WD - Retirado (fin de semana)                                           |
| Blanco    | C - Carrera cancelada                                                   |
| Sin color | DNP - Inscrito pero no participó                                        |
| Sin color | INJ - Lesionado                                                         |
| Sin color | EX - Excluido                                                           |
| Estado    | Resultado                                                               |
| Negrita   | Pole position                                                           |
| Cursiva   | Vuelta rápida                                                           |
| †         | Abandona, pero clasifica al completar el porcentaje requerido para ello |

#### Copa del Mundo de Resistencia para pilotos de GT
| Pos. | Piloto                   | Equipo                    | SIL | SPA | LMS | NÜR | MEX | COA | FUJ | SHA | BHR | Puntos totales |
| ---- | ------------------------ | ------------------------- | --- | --- | --- | --- | --- | --- | --- | --- | --- | -------------- |
| 1    | Nicki Thiim              | Aston Martin Racing       | 3   | Ret | 2   | 3   | 3   | 1   | 5   | 4   | 1   | 156            |
| 1    | Marco Sørensen           | Aston Martin Racing       | 3   | Ret | 2   | 3   | 3   | 1   | 5   | 4   | 1   | 156            |
| 2    | Davide Rigon             | AF Corse                  | 1   | 1   | Ret | 2   | 4   | 3   | 4   | 5   | 3   | 134            |
| 2    | Sam Bird                 | AF Corse                  | 1   | 1   | Ret | 2   | 4   | 3   | 4   | 5   | 3   | 134            |
| 3    | Gianmaria Bruni          | AF Corse                  | 2   | Ret | Ret | 1   | 2   | 2   | 3   | 3   | 2   | 128            |
| 3    | James Calado             | AF Corse                  | 2   | Ret | Ret | 1   | 2   | 2   | 3   | 3   | 2   | 128            |
| 4    | Stefan Mücke             | Ford Chip Ganassi Team UK | 5   | Ret | 1   | 4   | 11  | 13  | 2   | 2   | 6   | 118            |
| 4    | Olivier Pla              | Ford Chip Ganassi Team UK | 5   | Ret | 1   | 4   | 11  | 13  | 2   | 2   | 6   | 118            |
| 5    | Andy Priaulx             | Ford Chip Ganassi Team UK | 4   | 2   | 10  | 12  | 5   | 4   | 1   | 1   | 4   | 117.5          |
| 5    | Harry Tincknell          | Ford Chip Ganassi Team UK | 4   | 2   | 10  | 12  | 5   | 4   | 1   | 1   | 4   | 117.5          |
| 6    | Darren Turner            | Aston Martin Racing       | 3   | Ret | 2   | 5   | 1   | 5   | 6   | Ret | 5   | 115            |
| 7    | Richie Stanaway          | Aston Martin Racing       | Ret | 3   | 3   | 5   | 1   |     | 6   | Ret |     | 88             |
| 8    | Michael Christensen      | Dempsey-Proton Racing     | 9   | 4   | 6   | 6   | 6   | 6   | 7   | 6   | 7   | 74             |
| 8    | Richard Lietz            | Dempsey-Proton Racing     | 9   | 4   | 6   | 6   | 6   | 6   | 7   | 6   | 7   | 74             |
| 9    | Billy Johnson            | Ford Chip Ganassi Team UK | 5   | Ret | 1   |     |     |     |     |     |     | 60             |
| 10   | Jonathan Adam            | Aston Martin Racing       |     | 3   | 3   |     |     |     |     |     | 5   | 56             |
| 11   | Emmanuel Collard         | AF Corse                  | 6   | 6   | 4   | 8   | 8   | 12  | 9   | 8   | 10  | 55.5           |
| 11   | François Perrodo         | AF Corse                  | 6   | 6   | 4   | 8   | 8   | 12  | 9   | 8   | 10  | 55.5           |
| 11   | Rui Águas                | AF Corse                  | 6   | 6   | 4   | 8   | 8   | 12  | 9   | 8   | 10  | 55.5           |
| 12   | Fernando Rees            | Aston Martin Racing       | Ret | 3   | 3   |     |     | 5   |     |     |     | 55             |
| 13   | Marino Franchitti        | Ford Chip Ganassi Team UK | 4   | 2   | 10  | 12  | 5   | 4   |     |     |     | 54.5           |
| 14   | Mathias Lauda            | Aston Martin Racing       | 7   | 5   | Ret | 7   | Ret | 7   | 8   | 7   | Ret | 38             |
| 14   | Pedro Lamy               | Aston Martin Racing       | 7   | 5   | Ret | 7   | Ret | 7   | 8   | 7   | Ret | 38             |
| 14   | Paul Dalla Lana          | Aston Martin Racing       | 7   | 5   | Ret | 7   | Ret | 7   | 8   | 7   | Ret | 38             |
| 15   | Khaled Al Qubasi         | Abu Dhabi-Proton Racing   | 11  | 10  | 5   | 10  | 7   | 11  | 12  | 10  | 8   | 34.5           |
| 15   | David Heinemeier Hansson | Abu Dhabi-Proton Racing   | 11  | 10  | 5   | 10  | 7   | 11  | 12  | 10  | 8   | 34.5           |
| 16   | Patrick Long             | Abu Dhabi-Proton Racing   |     | 10  | 5   | 10  | 7   |     | 12  | 10  | 8   | 33.5           |
| Pos. | Piloto                   | Equipo                    | SIL | SPA | LMS | NÜR | MEX | COA | FUJ | SHA | BHR | Puntos totales |

#### Trofeo LMP1 para pilotos de equipos privados
| Pos. | Piloto               | Equipo               | SIL | SPA | LMS | NÜR | MEX | COA | FUJ | SHA | BHR | Puntos totales |
| ---- | -------------------- | -------------------- | --- | --- | --- | --- | --- | --- | --- | --- | --- | -------------- |
| 1    | Dominik Kraihamer    | Rebellion Racing     | 1   | 1   | Ret | 1   | 1   | 1   | 1   | 2   | 1   | 193            |
| 1    | Alexandre Imperatori | Rebellion Racing     | 1   | 1   | Ret | 1   | 1   | 1   | 1   | 2   | 1   | 193            |
| 1    | Mathéo Tuscher       | Rebellion Racing     | 1   | 1   | Ret | 1   | 1   | 1   | 1   | 2   | 1   | 193            |
| 2    | Oliver Webb          | ByKolles Racing Team | 3   | 3   | Ret | Ret | 2   | 2   | Ret | 1   | 2   | 109            |
| 2    | Simon Trummer        | ByKolles Racing Team | 3   | 3   | Ret | Ret | 2   | 2   | Ret | 1   | 2   | 109            |
| 3    | Nick Heidfeld        | Rebellion Racing     | 2   | 2   | 1   | 2   |     |     |     |     |     | 104            |
| 3    | Nicolas Prost        | Rebellion Racing     | 2   | 2   | 1   | 2   |     |     |     |     |     | 104            |
| 4    | Nelson Piquet, Jr.   | Rebellion Racing     | 2   | 2   | 1   |     |     |     |     |     |     | 86             |
| 5    | Pierre Kaffer        | ByKolles Racing Team |     |     | Ret | Ret | 2   |     | Ret | 1   | 2   | 61             |
| 6    | James Rossiter       | ByKolles Racing Team | 3   | 3   |     |     |     |     |     |     |     | 30             |
| 7    | Mathias Beche        | Rebellion Racing     |     |     |     | 2   |     |     |     |     |     | 18             |

#### Trofeo de resistencia FIA para pilotos de LMP2
| Pos. | Piloto             | Equipo                    | SIL | SPA | LMS | NÜR | MEX | COA | FUJ | SHA | BHR | Puntos totales |
| ---- | ------------------ | ------------------------- | --- | --- | --- | --- | --- | --- | --- | --- | --- | -------------- |
| 1    | Gustavo Menezes    | Signatech Alpine          | 4   | 1   | 1   | 1   | 2   | 1   | 3   | 4   | 3   | 199            |
| 1    | Nicolas Lapierre   | Signatech Alpine          | 4   | 1   | 1   | 1   | 2   | 1   | 3   | 4   | 3   | 199            |
| 1    | Stéphane Richelmi  | Signatech Alpine          | 4   | 1   | 1   | 1   | 2   | 1   | 3   | 4   | 3   | 199            |
| 2    | Filipe Albuquerque | RGR Sport by Morand       | 1   | 4   | 6   | 2   | 1   | 2   | 2   | 3   | 2   | 166            |
| 2    | Bruno Senna        | RGR Sport by Morand       | 1   | 4   | 6   | 2   | 1   | 2   | 2   | 3   | 2   | 166            |
| 2    | Ricardo González   | RGR Sport by Morand       | 1   | 4   | 6   | 2   | 1   | 2   | 2   | 3   | 2   | 166            |
| 3    | Roman Rusinov      | G-Drive Racing            | 3   | 5   | 2   | Ret | 7   | 3   | 1   | 1   | 1   | 162            |
| 4    | Pipo Derani        | Extreme Speed Motorsports | 2   | 2   | 8   | 3   | 3   | 5   | 5   | 5   | 4   | 116            |
| 4    | Ryan Dalziel       | Extreme Speed Motorsports | 2   | 2   | 8   | 3   | 3   | 5   | 5   | 5   | 4   | 116            |
| 4    | Chris Cumming      | Extreme Speed Motorsports | 2   | 2   | 8   | 3   | 3   | 5   | 5   | 5   | 4   | 116            |
| 5    | René Rast          | G-Drive Racing            | 3   | 5   | 2   | Ret | 7   | 3   |     |     | 1   | 111            |
| 6    | Alex Brundle       | G-Drive Racing            |     |     |     | Ret | 7   | 3   | 1   | 1   | 1   | 98             |
| 7    | Will Stevens       | Manor                     | Ret | 8   |     |     |     |     |     |     |     | 92             |
| 7    | Will Stevens       | G-Drive Racing            |     |     | 2   |     |     |     | 1   | 1   |     | 92             |
| 8    | Jonny Kane         | Strakka Racing            | 5   | Ret | 4   | 4   | 4   | Ret | 6   |     |     | 66             |
| 9    | Kirill Ladygin     | SMP Racing                | 8   | 9   | 3   | 6   | Ret | 6   | 10  | 7   | 8   | 63             |
| 9    | Vitaly Petrov      | SMP Racing                | 8   | 9   | 3   | 6   | Ret | 6   | 10  | 7   | 8   | 63             |
| 9    | Viktor Shaitar     | SMP Racing                | 8   | 9   | 3   | 6   | Ret | 6   | 10  | 7   | 8   | 63             |

#### Trofeo de resistencia FIA para pilotos de LMGTE Am
| Pos. | Piloto                   | Equipo                  | SIL | SPA | LMS | NÜR | MEX | COA | FUJ | SHA | BHR | Puntos totales |
| ---- | ------------------------ | ----------------------- | --- | --- | --- | --- | --- | --- | --- | --- | --- | -------------- |
| 1    | Emmanuel Collard         | AF Corse                | 1   | 2   | 1   | 2   | 2   | 6   | 2   | 2   | 3   | 188            |
| 1    | François Perrodo         | AF Corse                | 1   | 2   | 1   | 2   | 2   | 6   | 2   | 2   | 3   | 188            |
| 1    | Rui Águas                | AF Corse                | 1   | 2   | 1   | 2   | 2   | 6   | 2   | 2   | 3   | 188            |
| 2    | Khaled Al Qubaisi        | Abu Dhabi-Proton Racing | 5   | 6   | 2   | 4   | 1   | 5   | 5   | 4   | 1   | 151            |
| 2    | David Heinemeier Hansson | Abu Dhabi-Proton Racing | 5   | 6   | 2   | 4   | 1   | 5   | 5   | 4   | 1   | 151            |
| 3    | Mathias Lauda            | Aston Martin Racing     | 2   | 1   | Ret | 1   | Ret | 1   | 1   | 1   | Ret | 149            |
| 3    | Pedro Lamy               | Aston Martin Racing     | 2   | 1   | Ret | 1   | Ret | 1   | 1   | 1   | Ret | 149            |
| 3    | Paul Dalla Lana          | Aston Martin Racing     | 2   | 1   | Ret | 1   | Ret | 1   | 1   | 1   | Ret | 149            |
| 4    | Patrick Long             | Abu Dhabi-Proton Racing |     | 6   | 2   | 4   | 1   |     | 5   | 4   | 1   | 130            |
| 5    | Christian Ried           | KCMG                    | 4   | 4   | 6   | EX  | 3   | 2   | 3   | 3   | 2   | 121            |
| 5    | Wolf Henzler             | KCMG                    | 4   | 4   | 6   | EX  | 3   | 2   | 3   | 3   | 2   | 121            |
| 5    | Joël Camathias           | KCMG                    | 4   | 4   | 6   | EX  | 3   | 2   | 3   | 3   | 2   | 121            |
| 6    | Pierre Ragues            | Larbre Compétition      | 3   | 3   | 5   | 3   | Ret | 3   | 6   | 5   | 5   | 108            |
| 7    | Michael Wainright        | Gulf Racing             | Ret | 5   | 3   | 5   | 4   | 4   | 4   | 6   | 4   | 106            |
| 7    | Adam Carroll             | Gulf Racing             | Ret | 5   | 3   | 5   | 4   | 4   | 4   | 6   | 4   | 106            |
| 7    | Ben Barker               | Gulf Racing             | Ret | 5   | 3   | 5   | 4   | 4   | 4   | 6   | 4   | 106            |
| 8    | Yutaka Yamagishi         | Larbre Compétition      | 3   | 3   | 5   | 3   | Ret |     | 6   |     |     | 73             |

### Campeonatos de constructores
Dos títulos de los constructores se disputarán, uno para LMP y uno para LMGTEs. El Campeonato Mundial de Resistencia para los constructores solo está abierta a los participantes de constructores en la categoría LMP1, mientras que la Copa del Mundo de Resistencia de constructores de GT permite que participen todos los pilotos de los constructores registrados en LMGTE Pro y LMGTE Am. Los dos primeros coches de terminen de cada constructor ganan puntos para el campeonato.

#### Campeonato Mundial de Resistencia para constructores
| Pos. | Constructor | SIL | SPA | LMS | NÜR | MEX | COA | FUJ | SHA | BHR | Puntos totales |
| ---- | ----------- | --- | --- | --- | --- | --- | --- | --- | --- | --- | -------------- |
| 1    | Porsche     | 1   | 2   | 1   | 1   | 1   | 1   | 3   | 1   | 3   | 324            |
| 1    | Porsche     | Ret | 4   | 5   | 4   | 4   | 4   | 5   | 4   | 6   | 324            |
| 2    | Audi        | Ret | 1   | 3   | 2   | 2   | 2   | 2   | 5   | 1   | 266            |
| 2    | Audi        | EX  | 3   | 4   | 3   | 5   | 6   | Ret | 6   | 2   | 266            |
| 3    | Toyota      | 2   | 5   | 2   | 5   | 3   | 3   | 1   | 2   | 4   | 229            |
| 3    | Toyota      | 3   | Ret | NC  | 6   | Ret | 5   | 4   | 3   | 5   | 229            |

#### Copa del Mundo de Resistencia de constructores de GT
| Pos. | Constructor  | SIL | SPA | LMS | NÜR | MEX | COA | FUJ | SHA | BHR | Puntos totales |
| ---- | ------------ | --- | --- | --- | --- | --- | --- | --- | --- | --- | -------------- |
| 1    | Ferrari      | 1   | 1   | 4   | 1   | 2   | 2   | 3   | 3   | 2   | 294            |
| 1    | Ferrari      | 2   | 6   | Ret | 2   | 4   | 3   | 4   | 5   | 3   | 294            |
| 2    | Aston Martin | 3   | 3   | 2   | 3   | 1   | 1   | 5   | 4   | 1   | 287            |
| 2    | Aston Martin | 7   | 5   | 3   | 5   | 3   | 5   | 6   | 7   | 5   | 287            |
| 3    | Ford         | 4   | 2   | 1   | 4   | 5   | 4   | 1   | 1   | 4   | 241.5          |
| 3    | Ford         | 5   | Ret | 8   | 11  | 11  | 12  | 2   | 2   | 6   | 241.5          |
| 4    | Porsche      | 8   | 4   | 5   | 6   | 6   | 6   | 7   | 6   | 7   | 123            |
| 4    | Porsche      | 9   | 7   | 6   | 9   | 7   | 8   | 10  | 9   | 8   | 123            |